# Плеора
Pleora Technologies Inc. — це приватна канадська компанія, яка спеціалізується на відеопередавачах і приймачах, які забезпечують потокову передачу даних або відео в реальному часі через стандартні мережі Gigabit Ethernet. Компанію заснували у 2000 році Джордж Чемберлен та Ален Рівард.

## Послуги
Pleora співпрацює з інтеграторами та виробниками, розробляючи системи візуалізації в реальному часі для промислової автоматизації, військового та медичного секторів. Компанія надає апаратні рішення (зовнішні засоби захоплення кадрів та вбудовані відеоінтерфейси), які передають дані зображень та датчиків через мережі Ethernet або USB, програмне забезпечення для керування пристроями, отримання й відображення зображень, а також спеціальні рішення.  Продукція компанії призначена для різноманітного застосування, включаючи автоматизовані системи перевірки, локальну обізнаність про ситуацію у військових транспортних засобах і рентгенівські детектори з плоскими панелями.

## Історія
У 2003 році Pleora була провідною компанією з 12 кращих у цій галузі, які ініціювали розробку стандарту для доставки високошвидкісних даних зображень через Gigabit Ethernet . Керівництво стандартом пізніше перейшло до Асоціації автоматизованих зображень (AIA) та стало відомо як ініціатива GigE Vision Standard. Версія 1.2 стандарту GigE Vision була ратифікована у січні 2010 року
Апаратні та програмні продукти Pleora отримали численні нагороди, у тому числі Frost & Sullivan 2007 Product Innovation Award (iPORT Connectivity Solution) та найкраще програмне забезпечення у Advanced Imaging Pro's Readers Choice Awards 2007 (набір драйверів eBUS).
Pleora має глобальну мережу партнерів і дистриб'юторів зі штаб-квартирою в Оттаві, Онтаріо, Канада.